# Casino Royale (película de 2006)
Casino Royale es la vigésima primera película de la serie cinematográfica de James Bond, basada en la novela homónima de Ian Fleming, dirigida por el neozelandés Martin Campbell y estrenada en 2006. Es la primera cinta de la franquicia que cuenta con Daniel Craig en el papel protagonista del agente 007 (quien reemplazó a Pierce Brosnan), así como la tercera adaptación de Casino Royale (la primera versión se estrenó en el año 1954, y la segunda en el año 1967). La trama aborda los comienzos de James Bond como espía secreto, justo después de haber obtenido su licencia para matar. Tras prevenir un ataque terrorista en el Aeropuerto Internacional de Miami, Bond se enamora de Vesper Lynd, una agente de Her Majesty's Treasury, asignada para proporcionarle los fondos monetarios necesarios para frustrar un torneo de póquer de altas apuestas, organizado por Le Chiffre. La historia continúa en Quantum of Solace.
Neal Purvis, Robert Wade y Paul Haggis redactaron el guion, encargándose este último de reescribir el clímax del relato. El reparto principal está integrado por Daniel Craig, Eva Green, Mads Mikkelsen, Judi Dench, Jeffrey Wright y Giancarlo Giannini. A comienzos de 2005, al término de la producción de Die Another Day, Pierce Brosnan (que hasta entonces había interpretado al agente) anunció que ya no volvería a interpretar el personaje debido a que, por ese entonces, contaba con 50 años de edad, razón por la cual los productores querían reemplazarlo por un actor más joven. Según Campbell, el único actor seriamente considerado para asumir el papel de protagonista era Henry Cavill, sin embargo era demasiado joven para interpretar al agente 007. Finalmente, después de varios meses, se reveló que Craig sería el nuevo Bond en la franquicia fílmica. No obstante, la decisión de cesar a Brosnan como James Bond originó una agitada polémica en torno a la elección de Craig por parte de los seguidores de la serie y algunos de ellos intentaron boicotear la producción de Casino Royale en señal de protesta. A pesar de esto, tras su estreno, que tuvo lugar el 16 de noviembre de 2006, la crítica especializada aclamó a la película, particularmente la actuación de Craig.
A diferencia de las anteriores producciones, la adaptación de Casino Royale de 2006 es la única de Eon Productions sobre una novela de Fleming, y funciona a manera de «reinicio» de la franquicia, ya que estableció una nueva cronología y marco narrativo que no pretende ser precedido por (o, en su caso, servir como precuela a) cualquier otra cinta. Lo anterior no solo significó que, por primera vez después de más de cuatro décadas de continuidad, la serie podía adoptar un nuevo enfoque sino que además permitió que se proyectara a un Bond menos experimentado y más vulnerable. Eon produjo la película para Metro-Goldwyn-Mayer y Columbia Pictures, y pasó a ser la primera cinta coproducida por Columbia, productora que originalmente distribuyó la versión no canónica de 1967. De igual manera, en el momento de su estreno, fue la cinta con mayores recaudaciones de la franquicia, sin considerar los ajustes por inflación, con un total de 599 045 960 dólares estadounidenses obtenidos a nivel mundial. Ocupa el puesto 80 en el Top 100 de las mejores películas de acción de todos los tiempos establecido por GQ.

## Argumento

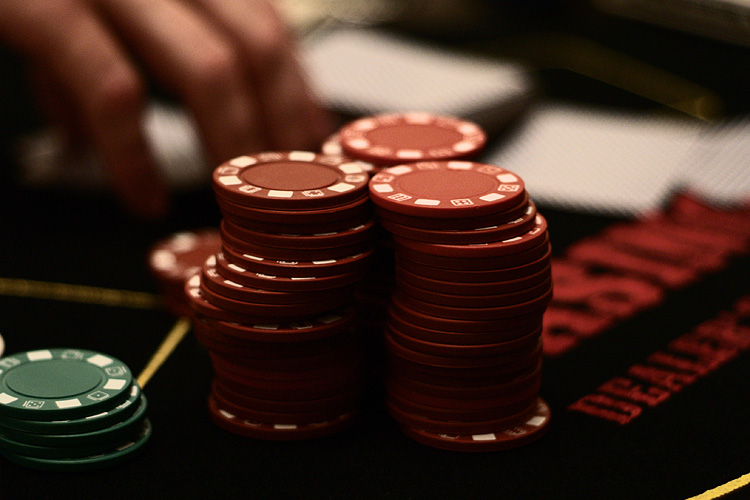
Pilares de fichas agrupadas durante un juego de póquer; en Casino Royale, James Bond debe frustrar los planes siniestros de Le Chiffre a través de un juego de póquer desarrollado en el Casino Royale, radicado en Montenegro.

En las escenas iniciales, James Bond (Daniel Craig) obtiene el código 00 después de matar al jefe corrupto del MI6, Dryden, y a su aliado Fisher en Praga. Mientras tanto, en Uganda, el Sr. White (Jesper Christensen) ha organizado un encuentro entre el banquero Le Chiffre (Mads Mikkelsen) y el guerrillero Obano (Isaach De Bankolé), quien solamente quiere proteger sus fondos monetarios; si bien Le Chiffre le asegura a este que «no hay peligro alguno en la cartera de inversiones», en realidad sus inversiones son de bastante riesgo, ya que realiza ventas cortas de empresas para después financiar atentados terroristas contra las mismas en un intento por hundir sus acciones y comprarlas a precios más bajos.
Como parte de su primera misión como agente 007, Bond persigue al terrorista Mollaka en Madagascar; tras una persecución parkour que finaliza en la embajada de Nambutu (un lugar ficticio), allí, Bond mata a su objetivo. Para escapar del lugar hace estallar una parte del edificio. Segundos después, al hacerse con el teléfono móvil de Mollaka, descubre que este último había recibido un mensaje SMS de Alex Dimitrios (Simon Abkarian), un asociado de Le Chiffre en Bahamas. Con esta información, viaja a ese lugar y vence a Dimitrios en una partida de póquer, ganando así su Aston Martin DB5. Con el fin de conocer los planes de Dimitrios, Bond seduce a su esposa, Solange (Caterina Murino), quien le revela que su marido habría de partir a Miami esa noche, para cumplir con algunos negocios. En ese instante, el agente parte para asesinar a Dimitrios y frustrar el plan de Le Chiffre, consistente en destruir el prototipo Skyfleet Airliner. Como consecuencia de lo anterior, el banquero queda con una pérdida financiera cuantiosa, ya que previamente había hecho ventas cortas de opciones put en las acciones de Skyfleet, las cuales habrían expirado para entonces sin valor alguno.
Notablemente presionado por recuperar cuanto antes el dinero de su clientela, Le Chiffre se ve en la necesidad de instituir un torneo de póquer de altas apuestas en el Casino Royale, ubicado en Montenegro. Confiados en que, ante un eventual fracaso, el banquero se vería obligado a buscar protección del Gobierno británico para salvaguardar su integridad de los furiosos acreedores, M (Judi Dench) procede a inscribir a Bond en el torneo del Casino Royale. Al llegar ahí, 007 se reúne con su contacto René Mathis (Giancarlo Giannini), y con la agente del Tesoro británico, Vesper Lynd (Eva Green). Esta última tiene que vigilar que el presupuesto gubernamental para mantener activo a Bond y que a lo largo del torneo no sobrepase el tope estipulado. Tras unas partidas, Le Chiffre regresa a su apartamento y tanto él como su novia Valenka (Ivana Miličević) son amenazados por el guerrillero Obano, que reclama el dinero que Le Chiffre le prometió. Tras amedrentar al banquero (quien promete darle pronto el dinero) y a su novia, amenaza con cortarle la mano a su novia, aunque él y su secuaz se topan con Bond y Vesper antes de hacerlo, quienes habían oído los gritos de Valenka. 007 se enfrenta a los dos y los mata, de modo que Mathis al día siguiente usa sus cadáveres con el fin de culpar de los asesinatos a un guardaespaldas de Le Chiffre y acorralar al banquero aún más.
En una partida, Le Chiffre hace creer a Bond que está de farol, lo cual provoca el fallo de Bond tras haberlo arriesgado económicamente todo. Calificándolo como una apuesta imprudente, Vesper rehúsa continuar financiándolo con los fondos del Gobierno. Angustiado, Bond decide asesinar a Le Chiffre en el mismo casino, pero antes de poder llegar hasta él es interceptado por Felix Leiter (Jeffrey Wright), un agente de la CIA que había estado jugando también en el torneo de póquer y que, sintiendo que Bond tiene más madera que él en el juego, le ofrece sustento económico para que pueda volver a la partida. A cambio, le pide que Le Chiffre sea su recluso una vez que acabe el torneo. Así, una vez de vuelta en el desafío, Bond empieza a remontar y Le Chiffre empieza a estancarse. Valenka, como medida preventiva, decide envenenar a Bond (mediante una bebida) y lo consigue. Bond se marcha a su Aston Martin y avisa al MI6 de su estado. Pese a las indicaciones de sus jefes, 007 sufre un colapso previo a un inminente ataque cardíaco, aunque Vesper llega a tiempo para salvarle la vida y reanimarlo.
Bond regresa ante la atónita mirada de Le Chiffre y triunfa al acabar la partida en un all in, con la mano más alta para Bond con una escalera de color, frente a un full house de Le Chiffre, llevándose Bond todos los fondos acumulados del juego (un aproximado de $115 millones). Para celebrar su victoria, Bond y Vesper cenan juntos esa noche, pero poco después ella es secuestrada por Le Chiffre, quien la usa como señuelo para que Bond los siga. El agente 007 acude al rescate de Vesper, pero sufre un accidente automovilístico tras una persecución y queda inconsciente. Le Chiffre lo secuestra también con el propósito de hacerle revelar la contraseña con la cual acceder a los fondos del torneo de póquer; recurre a la tortura física, amenazándolo con castrarlo si rehúsa cooperar. Sin embargo, un renuente Bond jamás termina por compartirle tal información confidencial. En ese momento aparece el Sr. White repentinamente al mismo cuarto, asesina a Le Chiffre y a todos sus allegados bajo la consigna de no haber recuperado el dinero perdido. Misteriosamente, Bond y Vesper son dejados con vida.
En plena recuperación de sus heridas, Bond despierta al día siguiente en un hospital del lago de Como. Allí ordena el arresto de Mathis, quien considera que es un doble agente, además de que Le Chiffre se lo había confirmado tras el accidente. Asimismo, decide revelarle a Vesper que está enamorado de ella, y menciona que su rol como el agente 007 le ha llevado a «perder su humanidad». Como consecuencia de ello, decide enviarle su dimisión a M y pasar unas vacaciones junto a Vesper en Venecia. No obstante, Bond se entera luego de que los fondos del torneo de póquer nunca se llegaron a depositar en la cuenta del HM Treasury, por lo que comprende que Vesper los ha robado. Decide seguirla hasta llegar a un edificio en remodelación, donde ella se encuentra con unos sujetos sospechosos que la interceptan y toman el maletín que llevaba en ese momento, y en cuyo interior se encuentra el dinero desaparecido. Con tal de adentrarse en el edificio, Bond dispara a unos dispositivos de flotación que sostienen los cimientos y que impiden la inundación de la estructura, provocando que el edificio comience a venirse abajo en el Gran Canal. Una vez que asesina a los susodichos, Bond se percata de que Vesper está aprisionada en un ascensor, con riesgo de quedar atrapada bajo el agua. Aunque intenta rescatarla, ella se disculpa con lágrimas en los ojos por lo sucedido y arroja las llaves de la puerta hacia las profundidades, con lo que desecha cualquier posibilidad de salvarse. Para cuando Bond logra abrir la puerta y salir del edificio, ahora hundido, Vesper ha muerto. Mirando la trágica escena desde un balcón aledaño, el Sr. White toma el portafolios con el dinero y se marcha.
Poco después, M le revela a un todavía conmocionado Bond que Vesper tenía un novio franco-argelino que había sido secuestrado por la organización detrás de Le Chiffre y White, como también que Vesper había aceptado darles el dinero de la apuesta ganada en Casino Royale con la sola condición de que no mataran a Bond. Con esta información, y percatándose de que Vesper tenía el número telefónico de White en su teléfono móvil, decide ir en búsqueda del villano. En las escenas finales, se aprecia a White mientras llega a un palacio cerca de lago de Como, donde recibe una llamada telefónica; al preguntar por la identidad del interlocutor, recibe un disparo en la pierna. Finalmente Bond lo alcanza, cargando un UMP con silenciador en su mano, y recita: «Mi nombre es Bond. James Bond».

## Reparto
- Daniel Craig como James Bond: un agente británico que, tras recibir su asignación como el 007, es enviado a una misión donde se busca arrestar a un fabricante de bombas en Madagascar. Al descubrir el vínculo del terrorista con Le Chiffre, mediante un SMS, Bond se ve en la necesidad de vencerlo en un juego de póker de altas apuestas a celebrarse en el Casino Royale. En Hispanoamérica y España, contó con las voces de Carlos Segundo y Jordi Boixaderas, respectivamente.[9][10]
- Eva Green como Vesper Lynd: la representante del HM Treasury asignada para supervisar a Bond y financiarlo en el torneo de póker. Contó con los doblajes en español de Rebeca Gómez y Marta Barbará, en Hispanoamérica y España respectivamente.[9][10]
- Mads Mikkelsen como Le Chiffre: un banquero relacionado con varios terroristas a nivel mundial. Es un genio matemático y experto en el ajedrez, conocimientos que usa cuando está jugando póquer. Tiene una novia llamada Valenka. Respecto al doblaje, en Hispanoamérica fue interpretado por Gerardo Reyero, mientras que en España lo hizo Eduard Farelo.[9][10]
- Judi Dench como M: líder del MI6. Aunque siente que ha ascendido a Bond demasiado pronto, llegando al punto de aborrecerlo por sus acciones precipitadas, M representa una figura maternal en la vida del 007. Cabe destacar que Dench era la única integrante del reparto en haber participado previamente en las cintas de Brosnan. En Hispanoamérica y España contó con las voces de las actrices Magda Giner y María Luisa Solá, respectivamente.[9][10]
- Jeffrey Wright como Felix Leiter: un agente de la CIA que participa en el torneo de póker mientras apoya a Bond. Es la primera película oficial del 007 en la que Leiter es interpretado por un actor de raza negra —el único actor negro que previamente había asumido el mismo papel era Bernie Casey en Nunca digas nunca jamás (1983), cinta que EON no produjo—. Contó con el doblaje en España de Rafael Calvo.[10]
- Giancarlo Giannini como René Mathis: el contacto de Bond en Montenegro. Contó con las voces en español de Blas García y Miguel Ángel Jenner, en Hispanoamérica y España respectivamente.[9][10]
- Simon Abkarian como Alex Dimitrios: otro contratista en el sector terrorista mundial y asociado de Le Chiffre, radicado en Las Bahamas. El doblaje en español del personaje corrió a cargo de Juan Alfonso Carralero y Yuri Mykhaylychenko, en Hispanoamérica y España.[9][10]
- Caterina Murino como Solange Dimitrios: esposa de Dimitrios, a quien Bond seduce. Es asesinada por Le Chiffre debido a que le reveló a Bond, sin intención alguna, uno de sus planes secretos. Rocío Garcel fue quien prestó su voz para doblar a Solange en Hispanoamérica.[9]
- Ivana Miličević como Valenka: la novia y secuaz de Le Chiffre.
- Isaach De Bankolé como Steven Obanno: un temido cabecilla del Ejército de Resistencia del Señor, presentado a Le Chiffre por el Sr. White para administrar sus finanzas. Contó con el doblaje en Hispanoamérica de Ricardo Mendoza.[9]
- Jesper Christensen como el Sr. White: un misterioso miembro de una organización terrorista sin nombre. Los actores César Arias y Adriá Frías prestaron sus voces para doblar al personaje en Hispanoamérica y España, respectivamente.[9][10]
- Sébastien Foucan como Mollaka: un fabricante de bombas perseguido por Bond a través de un sitio en construcción situado en Madagascar.
- Tobias Menzies como Villiers: el joven secretario de M en los cuarteles generales de MI6. En Hispanoamérica, contó con la voz de Pedro D'Aguillon y en España con la de Daniel García.[9][10] El nombre del personaje alude al actor James Villiers quien interpretó a Bill Tanner en For Your Eyes Only.
- Ludger Pistor como Mendel: un banquero suizo responsable de todas las transacciones monetarias durante y después del torneo de póquer.
- Claudio Santamaria como Carlos: un terrorista contratado por Le Chiffre para hacer explotar una aeronave.
- Richard Sammel como Gettler: un asesino que trabaja para la organización criminal sin nombre del Sr. White y entra en contacto con Vesper en Venecia.
- Joseph Millson como Carter: un agente del MI6 que acompaña a Bond en Madagascar. Luis Alfonso Mendoza prestó su voz para el personaje en Hispanoamérica y Rafael Parra en España.[9][10]
- Malcolm Sinclair como Dryden: un jefe de sección de MI6 corrupto y segundo objetivo oficial de Bond.
- Darwin Shaw como Fisher: el contacto de Dryden que ha sido contratado para matar al 007 e impedir que se haga acreedor al código 00.

Casino Royale incluye un cameo hecho por el empresario británico Richard Branson (aparece registrándose en el Aeropuerto de Miami). Al final, se eliminó la escena de las versiones exhibidas en los sistemas de entretenimiento de todas las aerolíneas, debido a que era una grabación realizada en la aerolínea Virgin Atlantic Airways.

## Producción

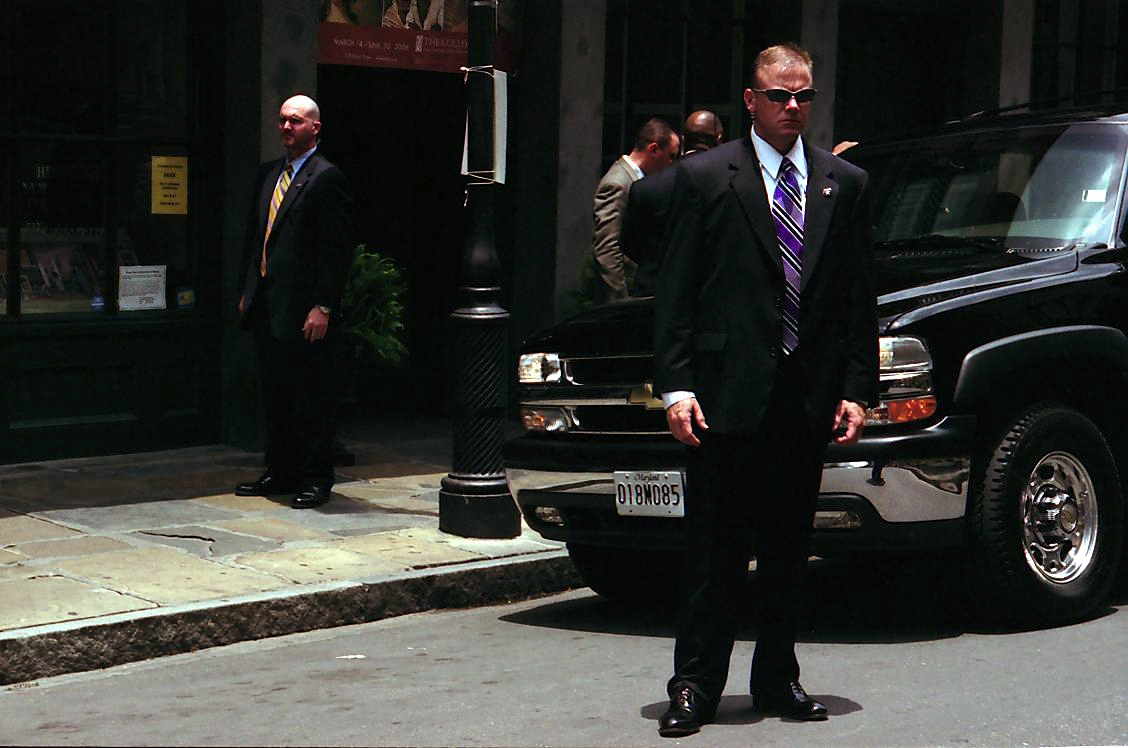
Para la nueva adaptación de Casino Royale, se pretendió imitar fielmente el estilo narrativo de la novela homónima con tal de preservar la oscura visión de Fleming en torno a la descripción de Bond como un agente «inexperimentado y vulnerable».

Eon Productions obtuvo los derechos de Casino Royale en 1999, justo después de que Sony Pictures los intercambiara con MGM por los derechos de Spider-Man. En marzo de 2004, Neal Purvis y Robert Wade comenzaron a escribir un guion en donde consideraban a Pierce Brosnan como Bond, intentando asimismo recrear el tono narrativo original de Ian Fleming. La principal contribución de Paul Haggis al escrito consistió en reescribir el clímax de la película. Sobre esto, mencionó que «el borrador era muy fiel al libro y había una confesión, así que en el boceto original el personaje confesaba ese secreto y se suicidaba. Tras esto, ella hace que Bond persiga a los villanos; Bond los sigue hasta el interior del edificio. No sé por qué pero pensé que Vesper debía estar en la construcción flotante y Bond querría matarla, para después tratar de salvarla».
Sobre la dirección, el cineasta Quentin Tarantino expresó su interés en dirigir una adaptación de la novela Casino Royale, sin embargo, era solo un interés personal, así que no lo negoció con EON. En cualquier caso, Tarantino deseaba hacer Casino Royale después de Pulp Fiction. Inclusive, reveló haber trabajado tras los bastidores en compañía de la familia Fleming, creyendo que esta era la verdadera razón por la cual el equipo realizador había decidido seguir adelante con el proyecto de Casino Royale. En febrero de 2005, se anunció a Martin Campbell como el director del filme. Más tarde, ese mismo año, Sony encabezó un consorcio que concluyó en la adquisición de MGM, una acción que le permitió ganar los derechos de distribución de sus películas a partir de Casino Royale.
EON admitió que los productores habían confiado demasiado en los efectos generados por ordenador en las cintas más recientes del personaje, particularmente en Die Another Day, por lo que querían hacer las escenas de acción «a a la vieja usanza». Con tal de lograr este objetivo, los guionistas Purvis, Wade y Haggis optaron por hacer que el guion se mantuviera lo más fiel posible a la novela, con el propósito de preservar tanto la oscura historia de Fleming como la descripción de Bond.
Casino Royale pasó a ser la primera película de la franquicia en tomar su título de una novela o historia corta de Fleming desde The Living Daylights de 1987. Asimismo, es la primera cinta que no se noveliza, a diferencia de sus predecesoras. En cambio, se publicó una edición cinematográfica tie-in de la novela original.

### Selección de los protagonistas
Al momento de ser elegido para interpretar a James Bond, Pierce Brosnan firmó un contrato por tres películas, con la opción de una cuarta. Este acuerdo se cumplió tras la producción de Die Another Day en 2002. Sin embargo, para ese entonces Brosnan estaba por cumplir cincuenta años, por lo que se comenzó a especular que los productores de Bond querían reemplazarlo por un actor más joven. En febrero de 2005, Brosnan declaró oficialmente que ya no interpretaría al 007. Inclusive, el productor Michael G. Wilson señaló que había una lista con más de 200 nombres considerados para sustituir a Brosnan. De acuerdo a Martin Campbell, Henry Cavill era el único actor seriamente estimado para asumir el rol. No obstante, al contar en ese momento con solo 22 años de edad, el equipo lo vio muy joven como para ser James Bond. Otro actor considerado para el papel estelar era Sam Worthington.

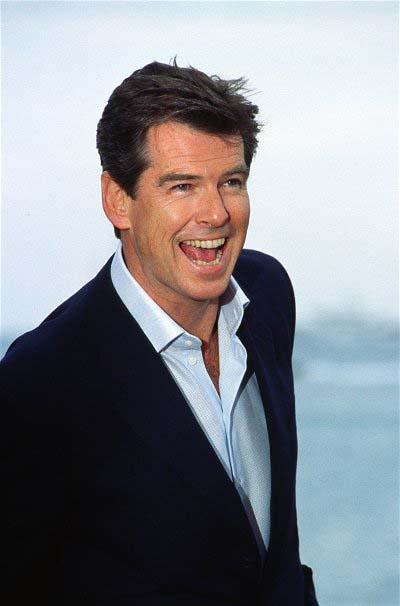
Aunque se había escrito un borrador enfocado en Pierce Brosnan como Bond para Casino Royale, los productores decidieron sustituirlo por un actor más joven para la siguiente película. Su cese de la franquicia desató una intensa controversia al anunciarse que Daniel Craig habría de ser quien lo reemplazaría como el 007.

En mayo de 2005, Daniel Craig anunció a la prensa que MGM y los productores Wilson y Barbara Broccoli le habían asegurado que él obtendría el papel, mientras que Matthew Vaughn reveló que MGM le había ofrecido la oportunidad de dirigir la próxima cinta, aunque realmente Eon Productions todavía no confirmaba nada al respecto. Un año antes, Craig rechazó la oferta al sentir que la serie fílmica había decaído en una especie de fórmula invariable: solo después de leer el guion, se interesó en la propuesta. Con tal de prepararse para su audición, Craig leyó todas las novelas de Fleming, citando como inspiraciones principales a los agentes de Mossad y MI6 que fungieron como asesores en el plató de Múnich debido a que «Bond acaba de salir del servicio [secreto británico] y es un asesino [...] Puedes verlo en sus ojos y lo sabes de inmediato: “Oh, mira, ese es un asesino”. Los sujetos echan un vistazo. Luego caminan hacia el interior del cuarto y muy delicadamente revisan el perímetro en busca de una salida. Algo así es lo que yo quería».
El 14 de octubre de 2005, EON y Sony Pictures, junto a MGM, confirmaron al público, en una conferencia de prensa llevada a cabo en Londres, que Craig sería el sexto actor en interpretar a James Bond. Al evento llegó Craig vestido con traje de etiqueta a bordo de una lancha de la Marina Real Británica. Inmediatamente después de realizado el anuncio, se desató una intensa controversia poniéndose en duda si los productores habían hecho la elección correcta. A lo largo de la fase de producción, campañas temporales en Internet tales como danielcraigisnotbond.com expresaron su rechazo y amenazaron con boicotear la cinta a manera de protesta. A diferencia de los actores previos, Craig no era considerado como el más adecuado para encajar en la imagen alta, carismática, atractiva y oscura de Bond, concebida por los propios seguidores del personaje. The Daily Mirror criticó igualmente a Craig en su edición electrónica con el título «El nombre es Soso; James Soso».
La siguiente audición importante giró en torno a la chica Bond principal, Vesper Lynd. El director de casting Debbie McWilliams reconoció luego que las actrices de Hollywood Angelina Jolie y Charlize Theron habían sido «fuertemente consideradas» para el papel, añadiendo también que la actriz belga Cécile de France había hecho una audición, aunque su acento inglés «no logró ser el esperado». Asimismo, se audicionó a Audrey Tautou, a quien se descartó por su participación en El código Da Vinci, cuyo lanzamiento estaba previsto para mayo de 2006. Finalmente, el 16 de febrero de 2006, se anunció que Eva Green interpretaría a Vesper.

### Rodaje
El 30 de enero de 2006 comenzaron a rodarse las primeras escenas de Casino Royale, concluyendo el 21 de julio del mismo año. Su filmación aconteció principalmente en los estudios Barrandov en Praga, además de Chequia, las Bahamas, Italia y Reino Unido, finalizando en los estudios Pinewood.
Al principio, Michael G. Wilson anunció que Casino Royale tendría una historia que se desarrollaba en Praga y Sudáfrica, o bien que se grabaría en esos lugares. Sin embargo, Eon Productions encontró una serie de problemas de seguridad en las que hubieran sido las localizaciones de Sudáfrica. Sin poder encontrar otros sitios disponibles para grabar, los productores se vieron en la necesidad de reconsiderar sus opciones. En septiembre de 2005, Martin Campbell y el director de fotografía Phil Meheux sugirieron el complejo Atlantis Paradise Island en las Bahamas como una posible localización para la película. Más tarde, el 6 de octubre, Campbell confirmó que se grabaría en las Bahamas y «probablemente en Italia también». Aunado al amplio proceso de rodaje, se recurrió a la toma de escenas en el interior de los estudios Barrandov y Pinewood, las cuales incluyeron coreografía y ensayos de coordinación de los dobles. Ahí, el equipo usó varias plataformas así como el tanque potrero y el histórico plató insonorizado «007 Stage». Otras tomas adicionales contempladas en la agenda de trabajo para Reino Unido fueron el Aeropuerto Dunsfold en el condado de Surrey, el pabellón de críquet en el Colegio Eton (aunque la escena filmada en este lugar terminaría por ser eliminada en la edición final) y el Millbrook Vehicle Proving Ground en Bedfordshire.
Después de terminar en Praga, la producción se trasladó a las Bahamas. La mayoría de las tomas en ese lugar se realizaron en locaciones aledañas a las islas Nueva Providencia y Paradise, durante los meses de febrero y marzo de 2006. El metraje referido al Distrito de Mbale, Uganda, se filmó en Black Park, Country Park, situado en Buckinghamshire, el 4 de julio. La grabación de escenas adicionales ocurrió en Albany House, una propiedad de los golfistas Ernie Els y Tiger Woods. En abril, el reparto regresó a Chequia para continuar con la producción en Praga, Planá y Loket, acabando en el pueblo de Karlovy Vary en mayo. Cabe añadirse que, en este último, se recurrió a un spa para las tomas exteriores del Casino Royale; adicionalmente, el Grandhotel Pupp fungió en el filme como el «Hotel Splendide». Mientras tanto, en Italia las principales locaciones fueron Venecia (donde acontece la mayor parte de las escenas finales de Casino Royale), Villa del Balbianello (en las costas del lago de Como, donde se grabó entre mayo y junio de ese año) y propiedades como la Villa la Gaeta, cerca del pueblo lagunero de Menaggio.
Una recreación de la exposición Body Worlds se usó a manera de localización extra para una de las escenas. Entre los modelos que aparecen en la toma mencionada se encuentran el Poker Playing Trio (que juega un papel clave en una secuencia) y Rearing Horse and Rider. Además, el promotor de Body Worlds, el anatomista alemán Gunther von Hagens, aparece en un cameo.
El 30 de julio de 2006 se desató un incendio en el 007 Stage: el daño ocasionado resultó ser significativo, pero no tuvo un impacto directo en el lanzamiento de la película, puesto que ocurrió una semana después de que el rodaje finalizara y, por ende, los decorados estaban siendo desmantelados para ese entonces. El 11 de agosto, los estudios Pinewood informaron que en lugar de rescatar los restos de la plataforma, se encargarían de reconstruirla desde cero.

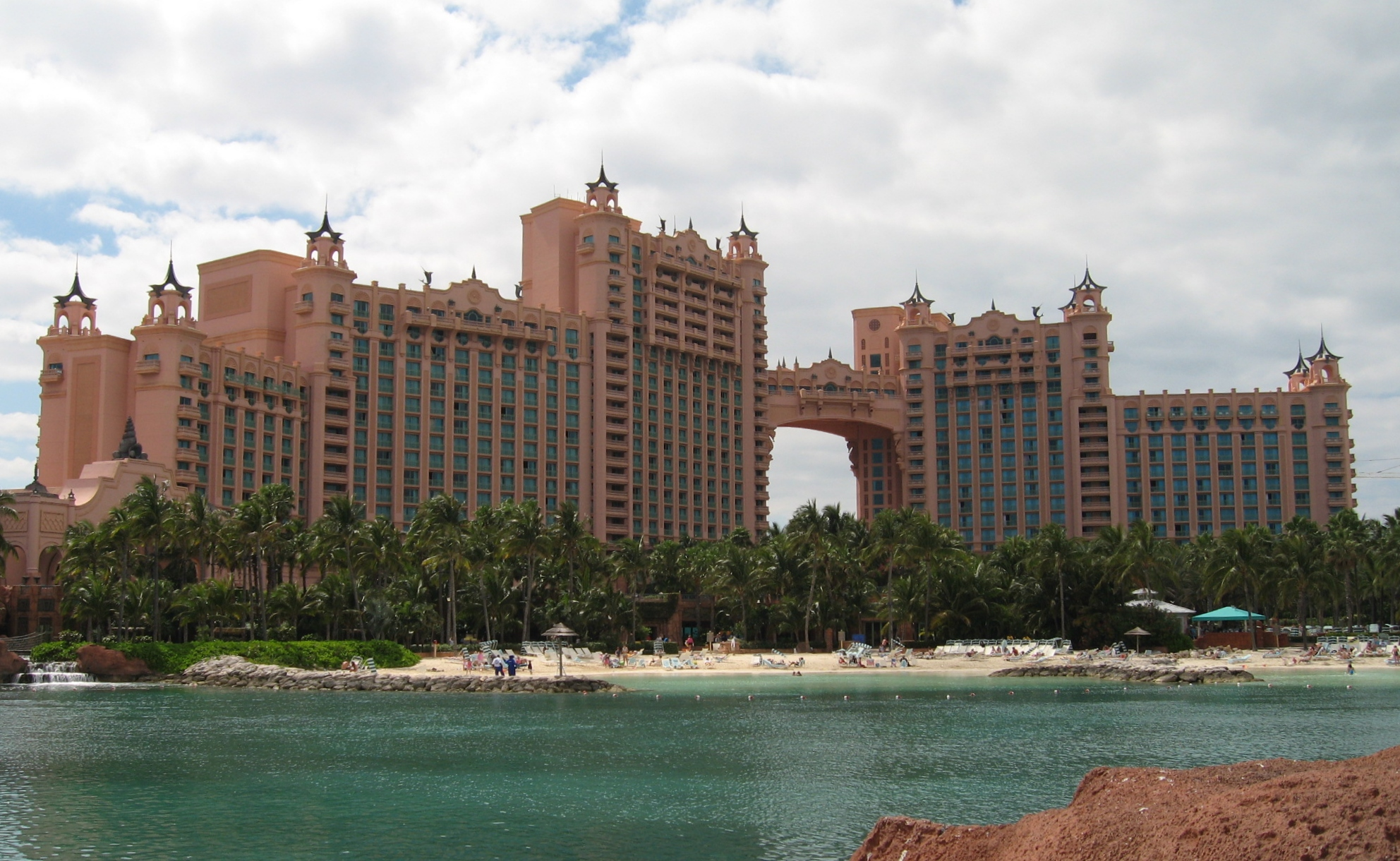
El complejo Atlantis Paradise Island en las Bahamas.
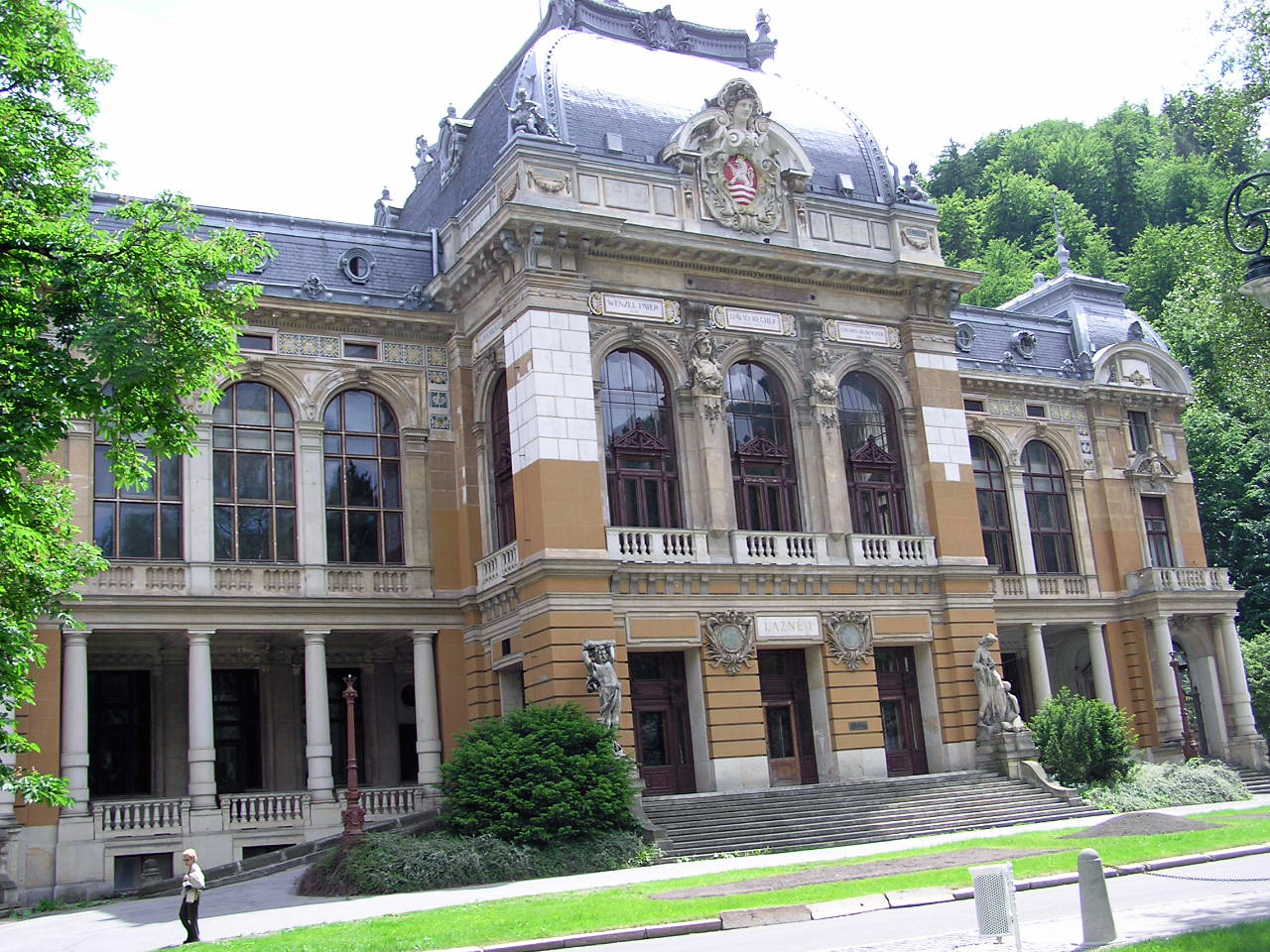
Exterior del Karlovy Vary, en la República Checa.
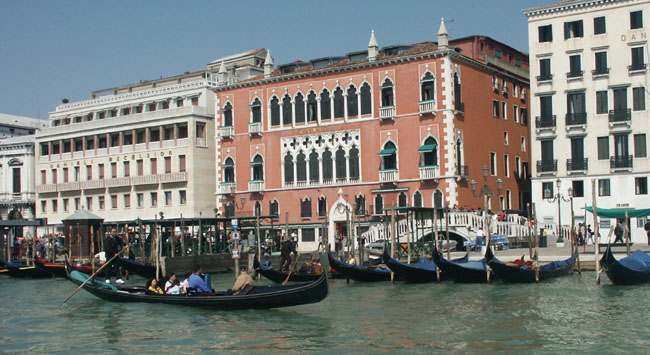
Vista de una región ubicada en Venecia.
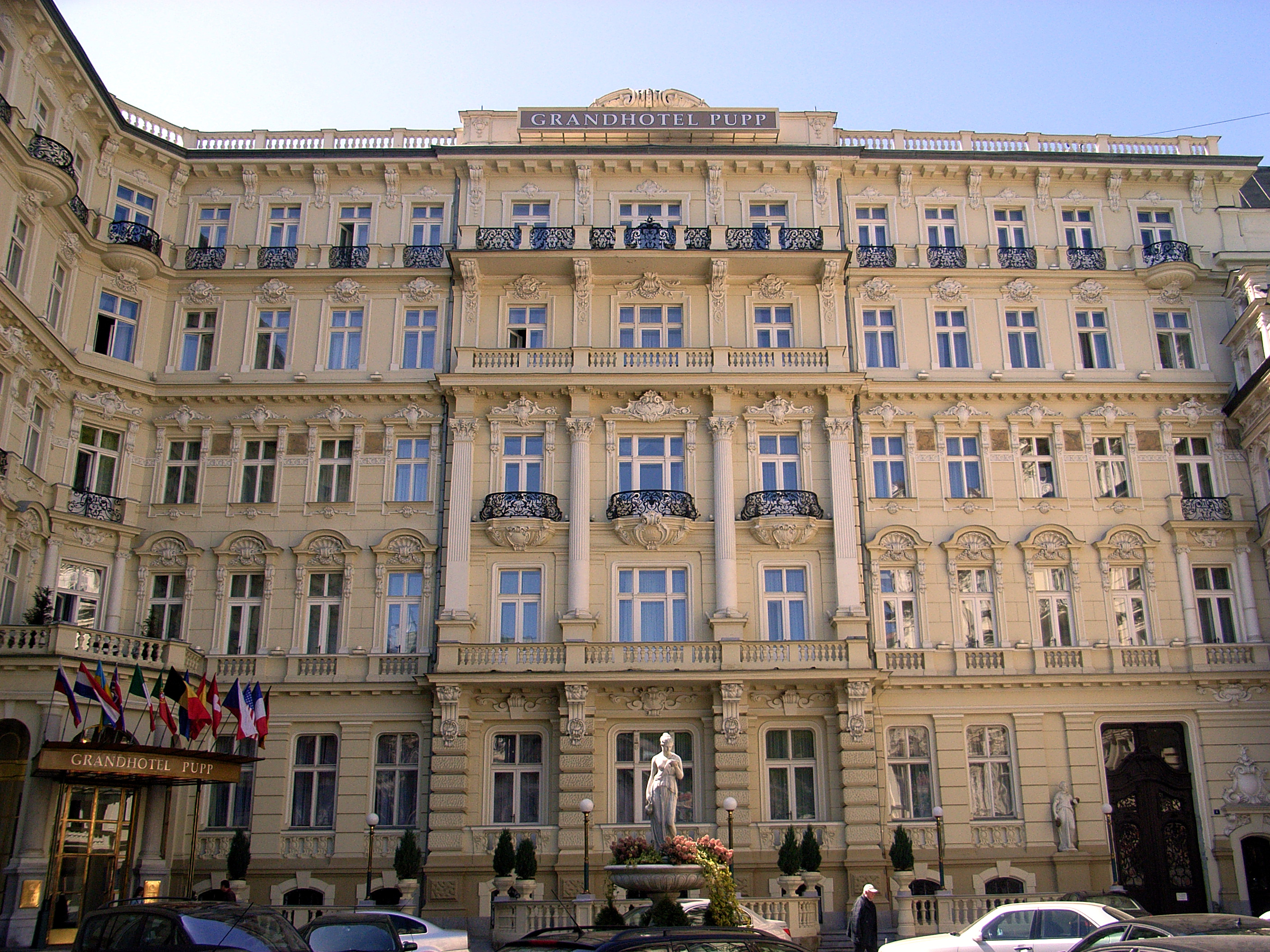
El Grandhotel Pupp sirvió de locación para el Hotel Splendide en la película.

### Efectos
Para el diseño de la secuencia inicial del filme (la escena de créditos), el diseñador gráfico Daniel Kleinman se inspiró en la portada de la primera edición británica de la novela homónima, publicada en 1953, la cual muestra el boceto original de Fleming de un naipe delimitado por ocho corazones rojos que gotean sangre. Al respecto, Kleinman dijo, «Los corazones no solo representan a las cartas, sino también a las aflicciones de cada relación amorosa que ha tenido Bond. Por lo tanto, opté por naipes virtuales diseñados de diferentes formas para ser utilizados en los títulos, a manera de inspiración en dicho concepto». Algunos de estos diseños son el trébol que muestra una bocanada de humo proveniente de una pistola, así como las arterias rebanadas que chorrean cientos de diminutos corazones. En cuanto a las sombras que también aparecen en la secuencia, Kleinman digitalizó las tomas de Craig y los dobles en el sistema de efectos visuales Inferno, en los estudios Framestore CFC radicados en Londres; las grabaciones se incorporaron digitalmente en más de veinte escenas animadas de tal manera que involucraran una serie de diseños intrincados e innovadores con los naipes.
Para el resto de Casino Royale, el supervisor de efectos especiales y en miniatura Chris Corbould, al igual que los productores, quería exhibir un tono más realista en la apariencia visual de la película, reduciendo para ello la cantidad de efectos digitales incorporados. De acuerdo a Corbould, «el efecto CGI es una gran herramienta y puede ser muy útil, pero lucharé con uñas y dientes si es necesario, para producir algo real. Es la mejor manera». Tres segmentos que demandaron primordialmente preparación física de los actores involucrados son la persecución en un sitio en obras en Madagascar, el acecho del Aeropuerto de Miami y la inundación del edificio veneciano; los sets para la grabación de estas escenas se instalaron en los estudios Pinewood y el Gran Canal.
Las primeras escenas programadas eran las correspondientes al sitio en construcción en Madagascar, las cuales se grabaron en un hotel en ruinas ubicado en las Bahamas, sitio que Michael G. Wilson ya conocía desde 1977, durante el rodaje de La espía que me amó. En el segmento, Bond estrella una excavadora contra el edificio, deteniéndose en la peana de hormigón sobre la cual Mollaka está corriendo. Para su ejecución, el equipo responsable construyó una estructura del mismo material e ideó las diversas maneras en las que una excavadora podría destruir el hormigón de una manera viable. A manera de sugerencia, uno de los planteamientos consistió en derribar el pilar del nivel inferior. Al final, se eliminó una sección de la muralla de hormigón equiparable al tamaño de la excavadora, de tal forma que dicha sección se volvió a unir con la estructura original por medio de acero. Así, la excavadora se habría de impactar solo contra la sección unida con acero, ocasionando su destrucción.
La escena del Aeropuerto Internacional de Miami se rodó en el Aeropuerto de Dunsfold en Surrey, incorporando algunas imágenes de los aeropuertos de Praga y Miami. Para la secuencia en la que el impulso del motor de la aeronave en movimiento eleva por los aires al carro de policía, los asistentes de dirección Ian Lowe, Terry Madden y Alex Witt usaron una grúa y un cable de plomo fuertemente unido a la defensa trasera del vehículo para moverlo hacia arriba y hacia atrás en el momento en que la distancia entre éste y el avión se ensancharía.
La aeronave Skyfleet S570 que aparece en la película era realmente un prototipo de British Airways 747-200B G-BDXJ del que se habían removido sus motores y modificado el diseño para su introducción a la escena correspondiente. El avión modificado sustituyó los motores fuera de borda por tanques externos de combustible, mientras que los propulsores internos se sustituyeron por un par de maquetas de motores instaladas en cada poste interior. Asimismo, el perfil de la cabina de vuelo había sido alterado con tal de hacer que el modelo 747 luciera como un prototipo de una aerolínea avanzada.

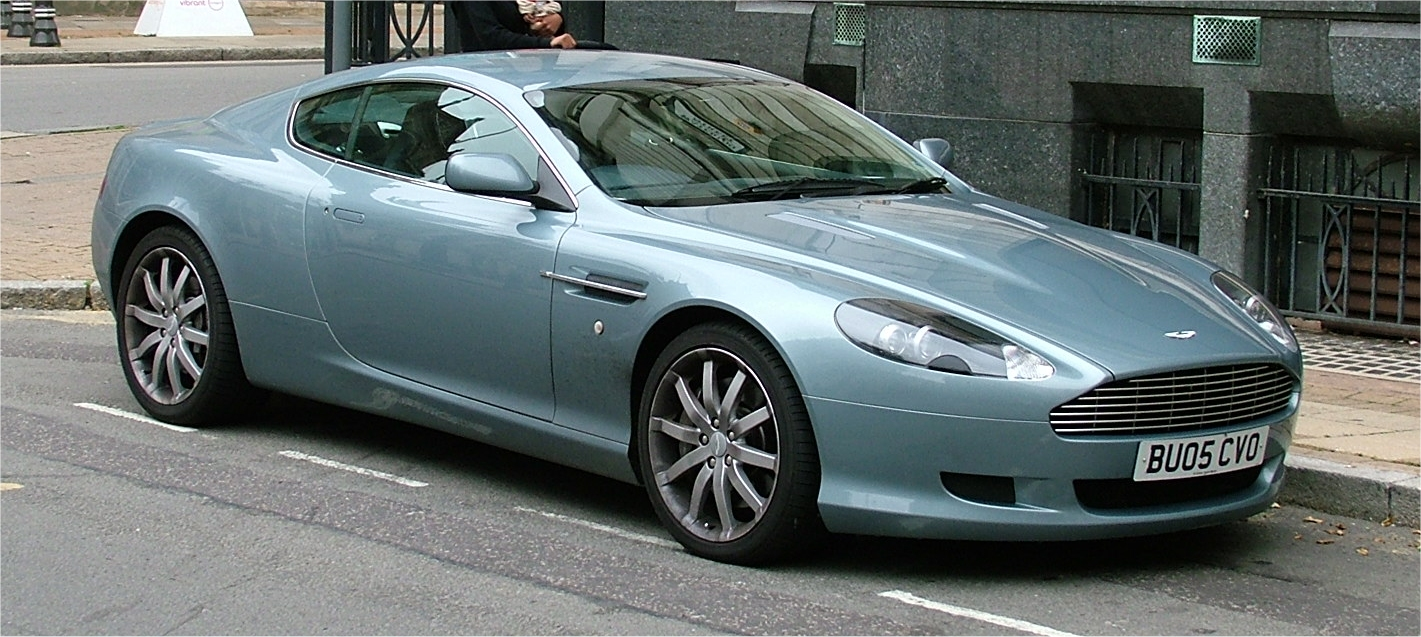
El equipo decidió modificar un modelo Aston Martin DB9 para hacerlo lucir como el automóvil del 007; la escena del accidente automovilístico, en la que el Aston Martin da un total de siete giros, pasó a considerarse como un nuevo récord mundial a principios de noviembre de 2006.

Para el hundimiento del edificio veneciano, en el clímax de Casino Royale, se construyó el aparejo de mayor extensión jamás introducido en alguna película de la serie. Respecto a la escena donde Bond persigue a Vesper hasta la estructura en proceso de renovación y apoyada por globos inflables, se construyó un tanque en el 007 Stage ubicado en Pinewood, que consistía en una piazza veneciana y el interior de la casa en ruinas de tres pisos. El aparejo, cuyo peso oscilaba alrededor de noventa toneladas, incorporaba electrónica con válvulas hidráulicas que eran controladas por medio de computadoras debido al movimiento dinámico existente dentro del sistema en sus dos ejes. El mismo sistema computacional controlaba además el modelo exterior que el equipo de efectos especiales había construido, a una escala de un tercio, para grabar el edificio en el momento en que colapsaba en el canal veneciano. El modelo del ascensor dentro del aparejo podía sumergirse hasta 5,8 metros de profundidad en el agua, y hacía uso de una serie de compresores con el único fin de regular el movimiento.
La escena del accidente automovilístico se ideó empleando un Aston Martin DB9 modificado para lucir como el Aston Martin DBS V12 de Bond y reforzado para resistir el impacto. Debido al bajo centro de gravedad del vehículo, se implementó una rampa de 450 milímetros en la carretera de asfalto de General Motors Proving Grounds; el doble Adam Kirley, quien condujo el auto durante la secuencia, tuvo que usar un cañón de aire ubicado detrás del asiento del conductor con tal de propulsar al coche en un bamboleo justo en el momento preciso del impacto. Con una velocidad superior a los 113 km/h, el Aston Martin giró un total de siete veces mientras era filmado, confirmándose el 5 de noviembre de 2006 como un nuevo récord mundial por el Libro Guinness de récords mundiales.

### Banda sonora

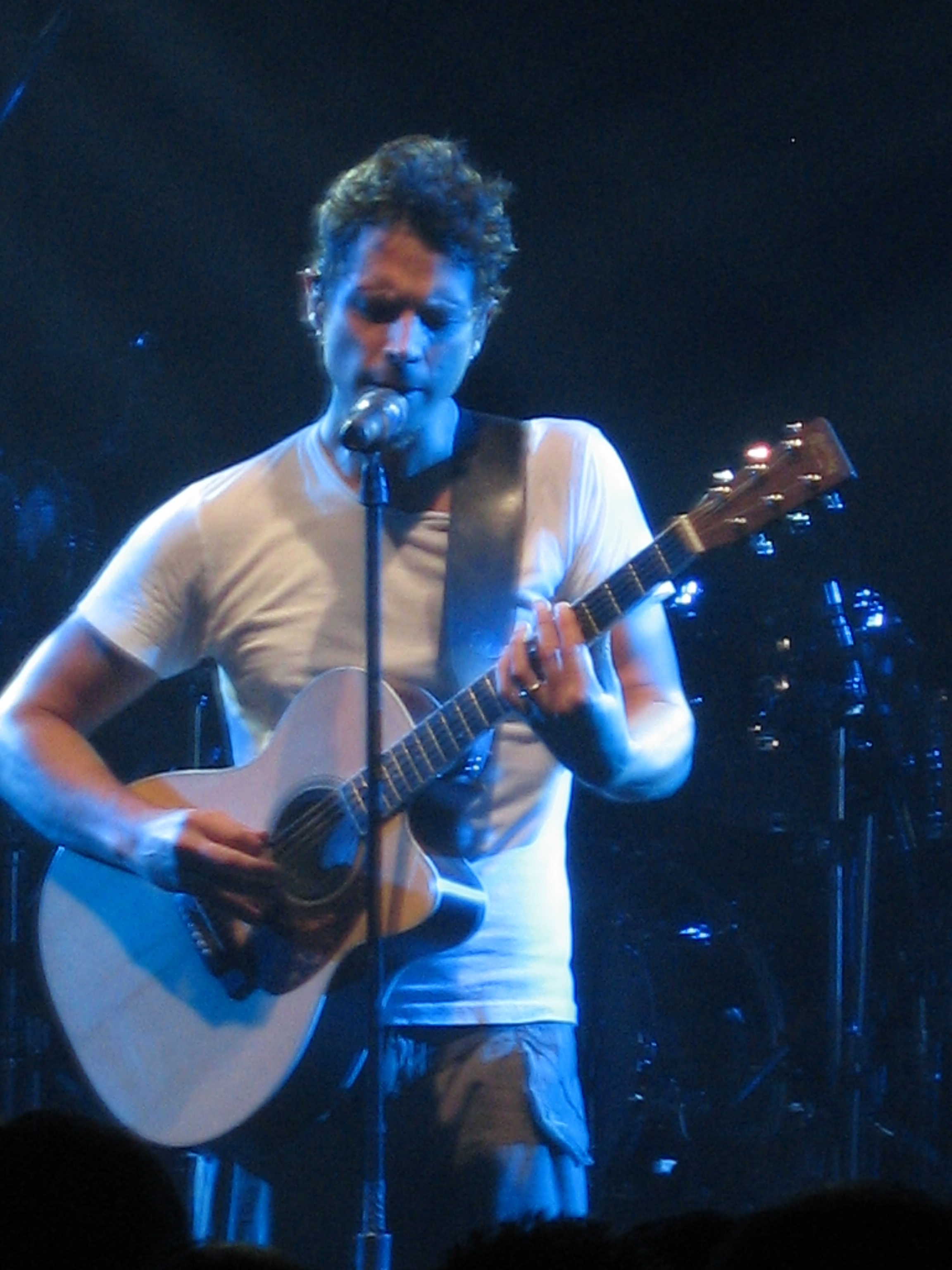
El cantautor estadounidense Chris Cornell compuso el tema "You Know My Name" después de que Lia Vollack, presidenta del área musical de Sony Pictures, lo invitara a crear una canción para una nueva película de Bond que reflejara «el nuevo enfoque dramático del personaje por medio de un fuerte intérprete masculino».

Sony Classical Records lanzó la banda sonora de Casino Royale el 14 de noviembre de 2006, compuesta por el compositor David Arnold, representando su cuarto repertorio para la serie cinematográfica del 007, contando con la orquestación y ejecución musicales de Nicholas Dodd. Los productores Michael G. Wilson y Barbara Broccoli anunciaron a mediados de 2006 que Chris Cornell, el vocalista principal de las agrupaciones Soundgarden y Audioslave, compondría e interpretaría el tema «You Know My Name». Las notas principales de esta canción pueden escucharse a lo largo de la película como una pieza sustituta para la tradicional composición musical de James Bond, con el fin de representar la inmadurez del personaje en la trama. La melodía clásica solo se reproduce durante los créditos finales para simbolizar el final de la búsqueda de su carácter.
Cornell colaboró con Arnold en la composición de la banda sonora; su tema, «You Know My Name» es la primera canción desde Octopussy en utilizar una denominación distinta a la del filme correspondiente, mientras que Cornell se convirtió asimismo en el primer intérprete masculino desde la banda A-ha (cuya contribución a la serie se evidencia en The Living Daylights de 1987). De igual forma, es el cuarto tema musical del 007 (tras el tema de apertura de Dr. No, la canción instrumental de On Her Majesty's Secret Service y la composición «All Time High» de Octopussy) en no hacer referencia al título de la película en su contenido. El repertorio se completó en la mañana del 11 de octubre de 2006, siendo lanzado un mes después a los mercados.
Aunque «You Know My Name» no se incluyó en el álbum musical, sí se distribuyó por separado a manera de sencillo. Numerosos motivos de la canción sirvieron como tema musical del agente 007 en la película. Por ejemplo, en las pistas «I'm the Money» y «Aston Montenegro» se muestran dos diferentes versiones instrumentales del conjunto original. El CD con el sencillo se comercializó a partir 11 de diciembre de 2006. Cabe mencionarse que algunos cortes musicales concebidos originalmente para el filme pero que no se incluyeron en la banda sonora están disponibles en descarga digital para iTunes por medio de la tienda virtual iTunes Store.
| N.º | Título                          | Duración |  |
| 1.  | «License: 2 Kills (*)»          | 2:38     |  |
| 2.  | «Reveal LeChiffre (*)»          | 1:25     |  |
| 3.  | «Mongoose VS. Snake (*)»        | 1:16     |  |
| 4.  | «Bombers Away (*)»              | 0:27     |  |
| 5.  | «African Rundown»               | 6:52     |  |
| 6.  | «Nothing Sinister»              | 1:27     |  |
| 7.  | «Push Them Overboard (*)»       | 0:27     |  |
| 8.  | «Unauthorised Access»           | 1:08     |  |
| 9.  | «Blunt Instrument»              | 2:22     |  |
| 10. | «CCTV»                          | 1:29     |  |
| 11. | «Solange»                       | 0:59     |  |
| 12. | «Bedside Computer (*)»          | 0:41     |  |
| 13. | «Trip Aces»                     | 2:06     |  |
| 14. | «Miami International»           | 12:42    |  |
| 15. | «Beep Beep Beep Bang (*)»       | 0:37     |  |
| 16. | «I'm the Money»                 | 0:27     |  |
| 17. | «Aston Montenegro»              | 1:03     |  |
| 18. | «Dinner Jackets»                | 1:52     |  |
| 19. | «The Tell»                      | 3:23     |  |
| 20. | «Inhaler (*)»                   | 0:27     |  |
| 21. | «Stairwell Fight»               | 4:12     |  |
| 22. | «Vesper»                        | 1:44     |  |
| 23. | «Bond Loses It All»             | 3:56     |  |
| 24. | «Brother From Langley (*)»      | 1:41     |  |
| 25. | «Dirty Martini»                 | 3:49     |  |
| 26. | «Bond Wins It All»              | 4:32     |  |
| 27. | «The End of an Aston Martin»    | 1:30     |  |
| 28. | «Prelude To A Beating (*)»      | 1:17     |  |
| 29. | «The Bad Die Young»             | 1:18     |  |
| 30. | «Coming Round (*)»              | 1:11     |  |
| 31. | «I'm Yours (*)»                 | 1:04     |  |
| 32. | «City of Lovers»                | 3:30     |  |
| 33. | «The Switch»                    | 5:07     |  |
| 34. | «Fall of a House in Venice»     | 1:53     |  |
| 35. | «Running To The Elevator (*)»   | 0:28     |  |
| 36. | «Death of Vesper»               | 2:50     |  |
| 37. | «The Bitch Is Dead»             | 1:05     |  |
| 38. | «The Name's Bond... James Bond» | 2:49     |  |

Nota: Las canciones marcadas con un (*) son aquellas que no se lanzaron como parte de la banda sonora original, y solo se encuentran disponibles para su descarga por medio de iTunes Store.

## Recepción

### Estreno

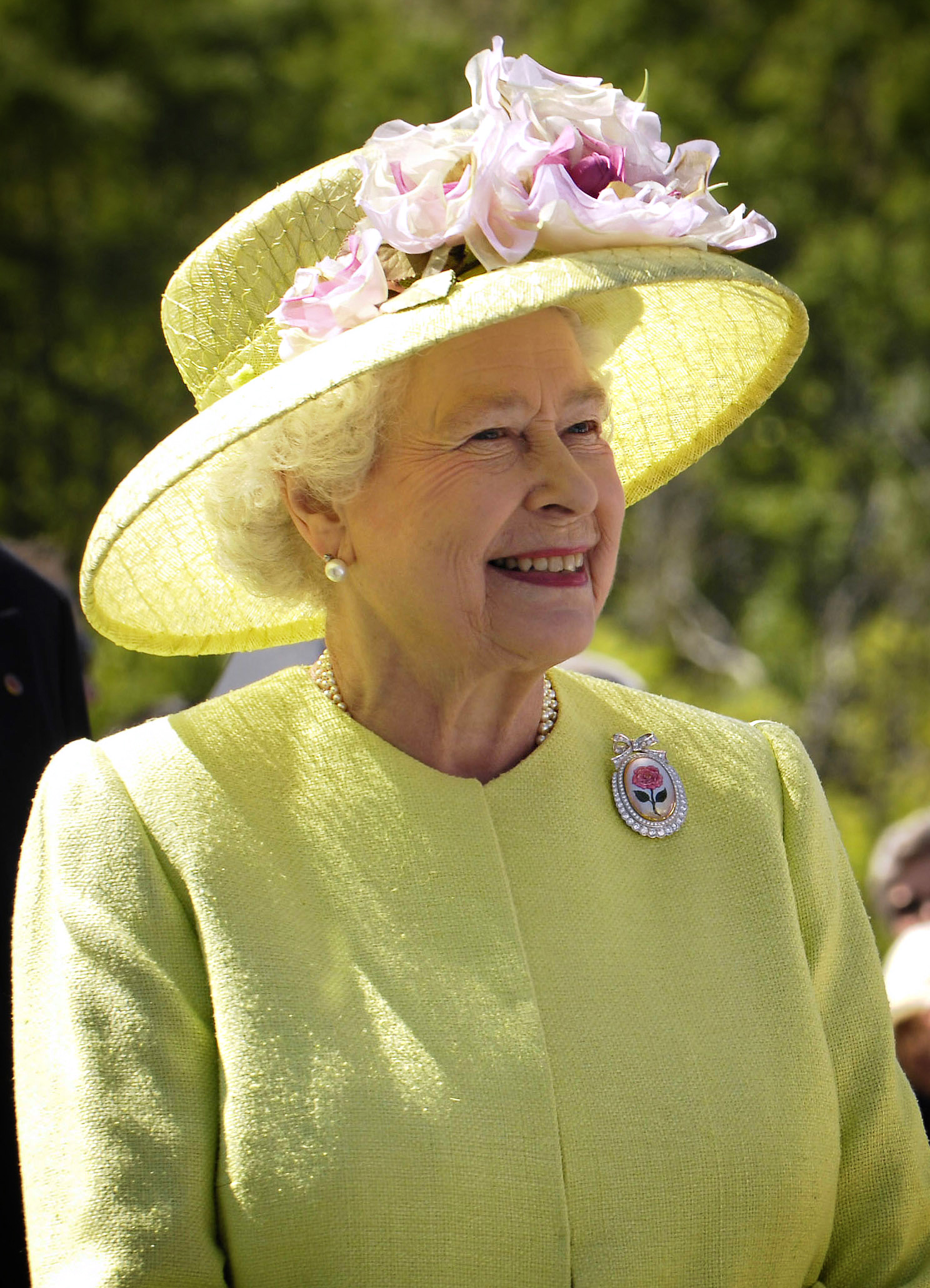
La Reina Isabel II asistió al estreno en Londres de Casino Royale acompañada de Felipe de Edimburgo. Se convirtió en la tercera ocasión en que la reina asistía al debut de un filme de la serie, después de Solo se vive dos veces y Die Another Day.

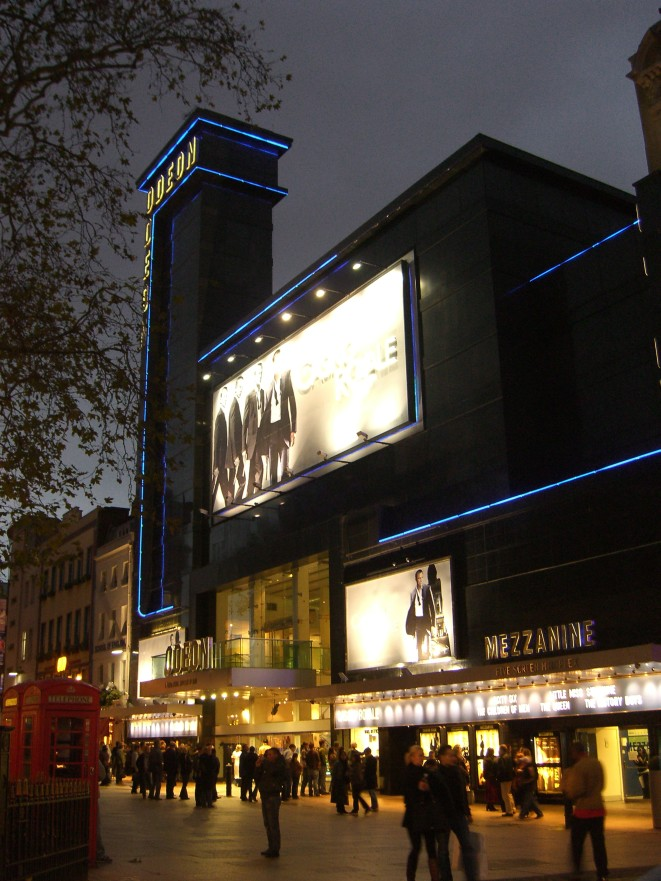
Estreno de la película en el Leicester Square Odeon.

Casino Royale debutó de forma simultánea en el Odeon Leicester Square, el Odeon West End y el teatro Empire del Leicester Square en Londres el 14 de noviembre de 2006. Su estreno marcó al 60.º Royal Film Performance y benefició al Cinema & Television Benevolent Fund (CTBF), cuyo patrocinador, la Reina Isabel II, asistió al evento en compañía de Felipe de Edimburgo. Es el tercer debut de James Bond al que la reina asistió, después de Solo se vive dos veces y Die Another Day. Al estreno acudieron el reparto y el equipo realizador, varias celebridades y 5000 invitados que pagaron sus entradas; la mitad de las ganancias se destinaron al CTBF.
Solo dos días después del estreno, aparecieron copias piratas a la venta en territorio británico. De acuerdo a Kieron Sharp, de la Federación Contra el Robo de Copyright: «La rápida distribución de este filme en las calles nos da una visión del nivel de sofisticación y organización que tiene la piratería de películas en el Reino Unido». Asimismo, ediciones pirata de los DVD se vendieron por un precio menor a 1 GBP. Incluso, a manera de anécdota, a Craig se le llegó a ofrecer un DVD pirata mientras caminaba discretamente por las calles de Pekín vistiendo un sombrero y lentes con tal de que no pudiera ser identificado por la gente.
A principios de 2007, Casino Royale se convirtió en la primera película del 007 en ser exhibida en los principales cines del territorio asiático. La versión china se editó antes de su lanzamiento, dando como resultado que la referencia a la Guerra Fría se modificara y se añadiera nuevo diálogo en la escena de póquer donde se explica el mecanismo de juego de Texas hold 'em, pues este no resulta muy familiar para la población china. Ahí, el filme obtuvo aproximadamente 11,7 millones de dólares tras su estreno el 30 de enero en 468 salas de proyección, y generó un nuevo récord en la categoría de mejores ingresos en el fin de semana inaugural para una película extranjera, con 1,5 millones de dólares.
Después de que la crítica especializada apodara como Buy Another Day (Compra otro día) a Die Another Day (Muere otro día) debido a los acuerdos para mostrar alrededor de veinte productos diferentes en el filme (técnica conocida como Publicidad por emplazamiento), EON decidió limitar la promoción de Casino Royale. Entre los socios estuvieron Ford Motors, Heineken Pilsener (con Eva Green como protagonista de los comerciales), Smirnoff, Omega SA, Virgin Atlantic Airways y Sony Ericsson.

### Recaudación
Durante su primer día de exhibición en carteleras del Reino Unido, la cinta logró recaudar dos millones de libras esterlinas; tan solo en su primer fin de semana en ese mismo territorio llegó a acumular un total de 13 400 000 GBP. Asimismo, su debut en la República de Irlanda generó más de 1 100 000 EUR en sus primeras dos semanas, recaudando una cifra final de 4 200 000 EUR (aproximadamente 3 738 000 GBP). Se estima que entre el 16 y el 19 de noviembre, Casino Royale obtuvo ganancias por más de 40 millones de dólares a nivel mundial.
En la categoría de ingresos durante el día de estreno en Canadá y Estados Unidos, Casino Royale se sitúa en el primer puesto con 14,75 millones de dólares, mientras que en el rubro de primer fin de semana en carteleras, está en el segundo lugar con 40 600 000, además de haber obtenido en el mismo período un total de 42 millones de dólares en todo el mundo. Aun cuando Happy Feet se quedó como el filme con mejores recaudaciones en su primer fin de semana, comparar sus ganancias con las de Casino Royale resulta problemático, ya que Happy Feet tiene una duración menor que la de Casino Royale, además de haber sido exhibida en un mayor número de salas de cine por día, lo cual se tradujo en un mayor potencial comercial para la cinta. Un mejor indicativo de lo anterior es que Casino Royale, respecto a salas de cine, superó a Happy Feet, la cual se lanzó en 370 salas más que Casino. Según Box Office Mojo, Casino Royale ingresó, de promedio, 11 890 dólares por sala mientras que, por otra parte, Happy Feet recaudó 10 918 dólares.
Casino Royale debutó exitosamente en 27 países, generando un total de 43,4 millones de dólares a nivel mundial en su primer fin de semana.
Hasta el 30 de marzo de 2007, había recaudado más de 466 millones de dólares estadounidenses en todo el mundo, rompiendo los récords de taquilla regional e internacional de Die Another Day. En India, la película mantuvo el récord de mejor apertura en su primer fin de semana, obteniendo más de 3,4 millones de dólares, cifra que se llegó a estimar como la más alta jamás lograda por un filme extranjero en ese entonces.
En Rusia generó más de 4,5 millones de dólares, convirtiéndose en el octavo título extranjero con mejores recaudaciones de apertura.
Tomando en cuenta la inflación, Casino Royale ocupa el quinto sitio dentro del listado de las películas más exitosas de James Bond, detrás de Operación Trueno, Goldfinger, Solo se vive dos veces y La espía que me amó. Cabe agregarse que también obtuvo el mayor rendimiento financiero ajustado a la inflación para una película del 007 desde 1977. La película tuvo las siguientes recaudaciones durante toda exhibición a nivel internacional.
| País                                   | Recaudación (en USD) |
| -------------------------------------- | -------------------- |
| Estados Unidos                         | 167 445 960          |
| Reino Unido Irlanda Malta              | 105 932 056          |
| Alemania                               | 50 435 057           |
| Francia Argelia Mónaco Marruecos Túnez | 26 908 166           |
| Australia                              | 25 391 472           |
| Japón                                  | 18 982 804           |
| España                                 | 12 149 464           |
| Suecia                                 | 11 939 707           |

| País               | Recaudación (en USD) |
| ------------------ | -------------------- |
| Italia             | 10 760 911           |
| Países Bajos       | 10 559 951           |
| India              | 9 000 930            |
| Noruega            | 8 009 248            |
| Brasil             | 6 655 927            |
| México             | 6 492 100            |
| Nueva Zelanda Fiyi | 4 130 040            |
| Sudáfrica          | 3 198 272            |
| Taiwán             | 3 090 700            |
| Argentina          | 1 385 218            |

### Crítica

#### Estados Unidos y Reino Unido

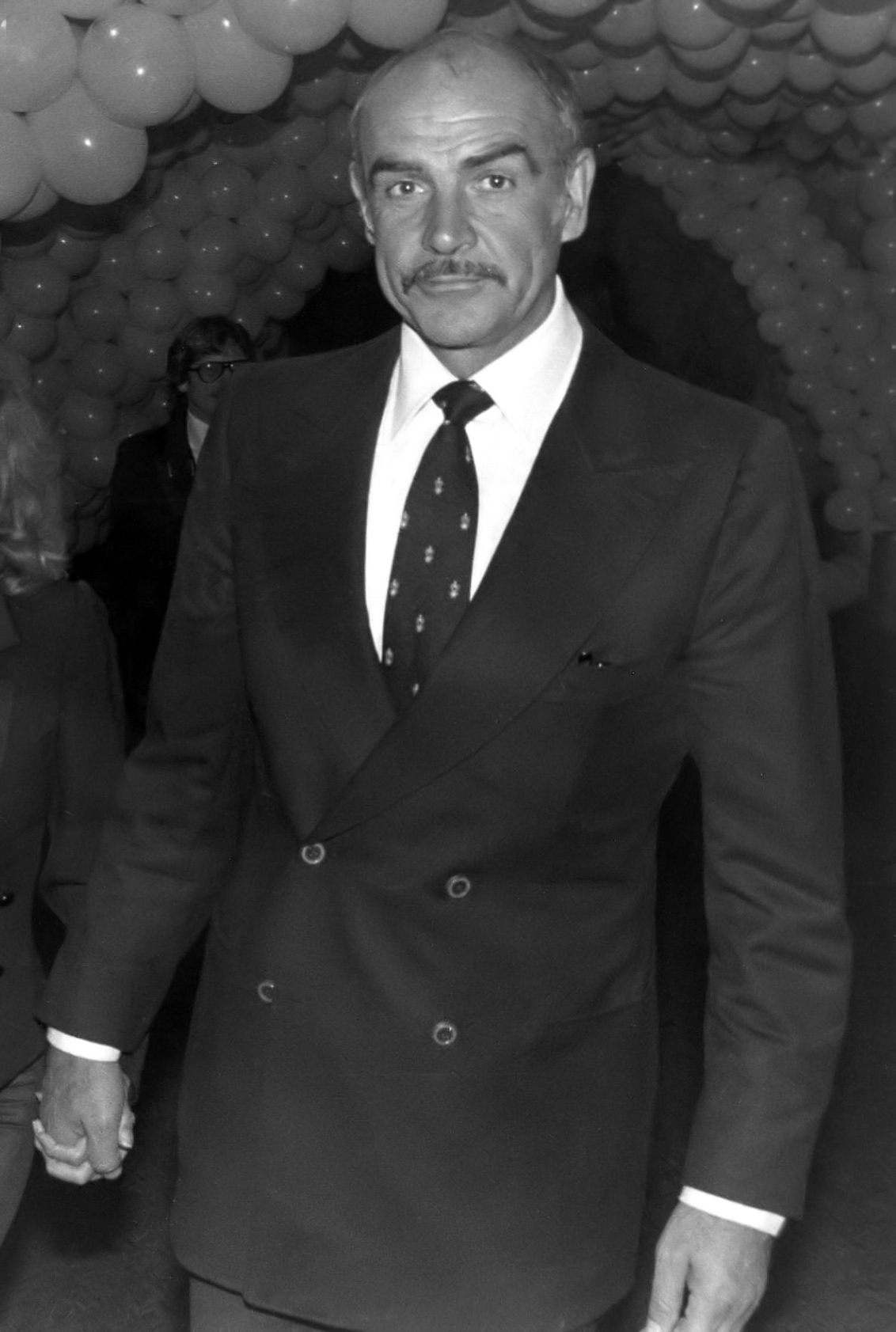
El actor escocés Sean Connery interpretó a James Bond a lo largo de siete películas a partir de Dr. No, en 1962. Al principio, Fleming consideró que «Connery no era el Bond que él había concebido en sus creaciones», aunque tras ver su participación en la cinta referida, cambió de opinión. Algunos medios, como The Daily Telegraph, concluyeron que Craig había hecho una interpretación equiparable a la de Connery.

La crítica evaluó la película con notas positivas, particularmente por la actuación y credibilidad de Craig. Durante la producción, este aspecto había estado sometido a debate por la prensa y el público en general pues, para muchos, Craig no encajaba en la imagen alta, morena y cortés del 007 que Ian Fleming concibió originalmente para el personaje. El periódico británico The Daily Telegraph comparó la calidad en la caracterización de Craig con la de Sean Connery, catalogando también al guion como un «escrito inteligente», al percibir que el filme había logrado apartarse de las convenciones de la serie. A su vez, The Times comparó positivamente la actuación de Craig con la de Timothy Dalton, considerando como «inquietante» a la acción del filme; otro crítico de The Sunday Times ovacionó específicamente la escena de la grúa en Madagascar. Las evaluaciones de Paul Arendt (de BBC Films), Kim Newman (de Empire) y Todd McCarthy (de Variety) coincidieron en que Craig era el primer actor en haber personificado con realismo al James Bond de la novela original de Fleming: un personaje irónico, brutal y apático.
En Norteamérica, Casino Royale recibió un nivel de aceptación equiparable al de Reino Unido. El canal MSNBC la calificó con cinco estrellas, lo que equivaldría a una evaluación perfecta. Asimismo, The Hollywood Reporter mencionó que la cinta había traído a Bond «de vuelta a sus raíces», un suceso similar al acontecido con From Russia with Love en 1964, donde la historia se centra aún más en el personaje y los hechos que en los gadgets tecnológicos y efectos visuales, elementos que se criticaron en la adaptación de Die Another Day. Por otra parte, Rotten Tomatoes le dio una calificación de 94%, la más alta para un lanzamiento mundial de ese año. Es también la quinta evaluación más alta para una película de Bond en el sitio, detrás de Goldfinger, La espía que me amó, From Russia with Love (estas últimas dos con un 96% cada una), y Dr. No, con un puntaje de 97%. Metacritic concedió a Casino Royale un puntaje de 81, catalogado como «aclamación universal». Entertainment Weekly la situó como la quinta mejor película de la franquicia, eligiendo igualmente a Vesper Lynd como una de las cinco mejores chicas Bond de la historia. Algunos columnistas y críticos de medios periodísticos se mostraron impresionados por la actuación de Craig, tanto que lo consideraron como un candidato viable para una nominación a los Premios Óscar. Roger Ebert le dio al filme una calificación máxima de cuatro estrellas, la primera que concedió a alguna de las cintas de Bond. En su crítica, escribió que «Craig interpreta a un magnífico Bond», «que da la sensación de un hombre duro, herido por la vida y su trabajo, y a quien no le importa la gente o lo que es bueno ni malo», señalando también que la adaptación «tiene las respuestas a todos mis reclamos hechos hacia el James Bond de 45 años», específicamente «por qué nadie parece tener emociones reales en alguna película del 007». Roger Moore escribió: «El guion lo muestra como un personaje vulnerable, afligido e imperfecto. ¡Totalmente opuesto a mi Bond! Craig fue, y es, muy cercano al Bond que Ian Fleming describió en los libros -una máquina de matar despiadada-. Fue un Bond que el público quería». Curiosamente, de lo impresionado que quedó Moore con dicha interpretación, adquirió el DVD de la película tras su lanzamiento.
No obstante, hubo algunas críticas negativas al respecto. Aun cuando el estadounidense Michael Medved la evaluó con tres de cuatro estrellas, describiendo que era una adaptación «intrigante, audaz y muy original [...] más creíble y menos caricaturesca que las anteriores extravagancias del 007», finalmente comentó que «en ocasiones se torna lenta, algo que podría frustrar a algunos seguidores de Bond». De manera similar, un crítico del medio británico The Sun aclamó el filme por su oscuridad y la actuación de Craig, aunque sintió que «como la novela, sufre de una escasez de intensidad en la historia», añadiendo que requería de una edición adicional, específicamente del segmento final. Otros como Emanuel Levy percibieron que el final era muy extenso, y que los villanos terroristas carecían de profundidad, aunque contrariamente alabaron a Craig, otorgándole un puntaje de B+ a nivel general. Sin embargo, en el caso del británico Tim Adams (de The Observer), hubo algunas críticas generalmente desfavorables para Casino Royale; en su crítica, Adams señaló que la cinta había sido preparada para resultar incómoda en un intento por volver más oscura a la serie.
Vicky Allan de Sunday Herald notó que Bond, y no sus intereses románticos, era objetivado sexualmente en esta adaptación. La escena en donde él se levanta del océano evoca a la de Ursula Andress en Dr. No; él se siente «espetado» por la crítica que Vesper Lynd hace de su persona; «y aunque resultaría casi inconcebible el hecho de que tuviéramos a un personaje femenino en una película popular que se desnudara y fuera amenazado con la mutilación de sus genitales, eso es exactamente lo que le ocurre a Bond [en el filme]». Así que, aunque la película retoma la crítica pasada en torno al tratamiento de las chicas Bond como objetos sexuales, «el alguna vez invencible James Bond pasa a convertirse en solo otra coyuntura en el mercado de la carne». Esta percepción la comparte James Chapman de la Universidad de Leicester, autor de License to Thrill, quien consideró que el Bond de Craig «todavía no es el artículo esmerado»; Chapman sintió que su encarnación de Bond se acerca a la de Fleming porque tiene «menos sentido del humor», aunque difiere en que «el Bond de Fleming no disfruta asesinando; al Bond de Craig parece casi entusiasmarle esa misma idea». La escena de Bond vistiendo traje de baño se catalogó como una de las secuencias masculinas más atractivas por el público, mientras que, en 2009, Del Monte Foods lanzó un helado moldeado de tal forma que asemejara a Craig cuando emerge del mar. Un año antes, en 2008, Entertainment Weekly enlistó a Casino Royale como una de las veinte mejores películas del primer cuarto del siglo XXI.

#### Hispanoamérica y España
Para el sitio web español Decine21.com: «Gracias a un guion en que ha participado el mismísimo Paul Haggis, la clásica película de acción Bond cobra más entidad, gracias a unos personajes más esbozados de lo habitual (Bond resulta ser vulnerable y capaz de amar, quién lo iba a decir), y a unos diálogos y situaciones pergeñados con ingenio. Aunque hay algún pasaje disparatado (Bond dispuesto a darse un masaje cardíaco a sí mismo), en general el film funciona». Al final, calificó al filme con tres de cinco estrellas. Por otra parte, para Joaquín R. Hernández, de la revista electrónica española La Butaca —quien reconoció no haberse sentido feliz por la elección de Craig como el nuevo Bond, mencionando que «no le parece el actor adecuado para este papel»—, resultó incomprensible el hecho de haber cambiado aspectos de la serie, eliminando algunos de sus míticos personajes y dotando a la trama de un supuesto realismo, sugiriendo que «el argumento carece de complejidad» y pudo haberse reducido la duración total de la cinta. Finalmente, añadió que el interés del público decae hacia el tramo central de la trama, específicamente después de la partida de póquer, debido también a que «la historia de amor ocupa demasiados minutos». Contrariamente, para el sitio Notas de Cine: «Casino Royale tiene algunos de los mejores diálogos de la saga». En su crítica, mencionó que, a pesar de que la trama en ocasiones resulta confusa o resulta destacable la ausencia de algunos elementos habituales de la serie, la cinta presenta varias escenas para el recuerdo: «desde la tortura a un Bond desnudo con una cuerda (la reacción de Craig, pero también de las plateas en un cine madrileño hace dos años no tuvo precio, para el que esto suscribe), el descubrimiento de la inevitable traición al final de la película, la presentación en tren de Vesper Lynd y las escenas de acción ofrecen mucho al espectador». Finalmente, concluyó confirmando que la película se había ganado los respetos para la saga incluso de todos los que la llegaron a detestar en un inicio.
Mientras tanto, en Hispanoamérica, el diario argentino La Nación comentó que la elección de Craig había sido uno de los mayores aciertos de casting dentro del cine de acción a gran escala: «La inclusión de Craig le aporta sangre nueva, carisma, modernidad y múltiples matices a una saga que, con veinte largometrajes previos sobre sus espaldas, ya se había tornado demasiado previsible, artificial y autorreferente». No obstante, añadió que «la última hora de metraje resulta demasiado confusa y derivativa». A su vez, el periódico mexicano El Universal, a través de su sección "Estampas", hizo una reseña descriptiva de la producción de la cinta en donde mencionó que «Craig hace un poco de todo lo que nadie espera de 007, el cerebral agente secreto que —tras 20 películas— no parecía tener ya secretos para sus fanáticos».

## Premios
En los premios BAFTA de 2006, Casino Royale obtuvo el premio de «Mejor sonido» para Chris Munro, Eddy Joseph, Mike Prestwood Smith, Martin Cantwell y Mark Taylor, así como el reconocimiento de «Orange Rising Star Award» para Eva Green. La película fue nominada a ocho premios BAFTA, incluyendo las categorías de «Premio Alexander Korda para la mejor cinta británica del año», «Mejor guion», «Premio Anthony Asquith para la mejor música de película», «Mejor fotografía», «Mejor edición», «Mejor diseño de producción», «Mejor logro en efectos especiales» y «Mejor actor», este último para Daniel Craig. Lo anterior hizo que Craig se convirtiera en el primer actor de la historia en recibir una nominación a los BAFTA por una interpretación de James Bond. Asimismo, Craig se hizo acreedor al premio Evening Standard British Film Award como «Mejor actor».
Casino Royale ganó también el premio de excelencia en diseño de producción por parte del gremio Art Directors Guild, mientras que la canción «You Know My Name» de Chris Cornell obtuvo el reconocimiento de «Mejor canción original» en los premios Satellite. Los premios Golden Tomato de 2006 nombraron a Casino Royale como el «estreno mundial del año». Asimismo, la cinta resultó nominada, ganando en algunos rubros, en numerosas premiaciones internacionales por su guion, edición, efectos visuales, y diseño de producción. Varios miembros del equipo también obtuvieron algunos premios en la ceremonia 2007 Taurus World Stunt Awards, incluyendo a Gary Powell por «Mejor coordinación de dobles» junto a Ben Cooke, Kai Martin, Marvin Stewart-Campbell y Adam Kirley.
33.ª edición de los Premios Saturn
| Categoría                           | Nominados                           | Resultado |
| ----------------------------------- | ----------------------------------- | --------- |
| Mejor película de acción o aventura | Casino Royale                       | Ganadora  |
| Mejor actor                         | DANIEL CRAIG (Casino Royale)        | Nominado  |
| Mejor actriz de reparto             | EVA GREEN                           | Nominada  |
| Mejor guion                         | Neal Purvis Robert Wade Paul Haggis | Nominados |
| Mejor música                        | David Arnold                        | Nominado  |

51.ª edición de los Premios Sant Jordi
| Categoría                          | Candidato    | Resultado |
| ---------------------------------- | ------------ | --------- |
| Mejor actor en película extranjera | Daniel Craig | Ganador   |

## Lanzamiento En VHS
Casino Royale es la última película de 007 en occidente lanzada en este formato teniendo una conversión al formato de pantalla Fullscreen (4:3).

## DVD y Blu-ray
Casino Royale se lanzó en Estados Unidos simultáneamente en DVD, UMD y Blu-ray el 16 de marzo de 2007. Ese mismo día, apareció en Reino Unido en los formatos de DVD y Blu-ray. Tanto la edición en DVD como la de Blu-ray rompieron récords de venta: la versión para región uno de este último se convirtió en el título con mayores ventas en alta definición hasta la fecha, vendiendo más de 100 000 copias desde su aparición. Por otra parte, la región dos de DVD logró un récord por haber vendido la mayor cantidad de copias durante su primera semana de comercialización. Adicionalmente, se regaló una copia de la edición Blu-ray de Casino Royale a los primeros 500 000 usuarios PAL de PlayStation 3 que se registraron en la comunidad PlayStation Network. El lanzamiento en DVD incluye el video musical oficial para la película y tres documentales donde se explica cómo se eligió a Daniel Craig para asumir el papel estelar, además de relatar anécdotas relacionadas con el rodaje. De igual forma, contiene una versión expandida del documental Bond Girls Are Forever en el que se incorporaron nuevas entrevistas con los miembros del reparto de la cinta.
El 18 de octubre de 2008 apareció una edición de tres discos en Reino Unido; a la semana siguiente, esta misma fue lanzada en territorio estadounidense. Junto con los elementos presentes en la edición de 2007, la edición de colección contiene un audiocomentario, escenas eliminadas, extras y una comparación entre el guion gráfico y la edición final de la película. A finales de 2008, se distribuyó una versión Blu-ray de dos discos con materiales suplementarios, interactividad mejorada por medio de BD-Live, y una nueva banda sonora 5,1 Dolby TrueHD, en sustitución de la 5,1 PCM usada en la versión previa.

### Cortes y censura
Casino Royale  fue censurado por su lanzamiento en Gran Bretaña, Estados Unidos, Alemania y China.
En Gran Bretaña, al omitir parte del sadismo de Le Chiffre y las reacciones de James Bond en la escena de la tortura, la película recibió la deseada BBFC  12A calificación. En los Estados Unidos, se censuraron dos escenas de pelea para lograr una calificación de  PG-13: la pelea entre Bond y el contacto del agente traidor del MI6, Fisher, y la pelea entre Bond y Obanno en la escalera del Casino Royale.
La edición alemana de la película corta una secuencia en la que el plantador de bombas en el aeropuerto rompe el cuello de un hombre, reemplazándolo por una toma alternativa. El corte de la película en China continental también recorta la escena de la tortura y la pelea en las escaleras, así como una toma de Bond limpiando su herida en el hotel y una escena en un bote.
La versión totalmente sin censura se puede encontrar en los lanzamientos de Blu-ray y DVD de Australia, Holanda, Francia, Hong Kong, Japón y Escandinavia, en lanzamientos de Blu-ray del Reino Unido a partir de 2012 (calificación 15) y en 4K UHD Blu- lanzamiento de rayos (marcado como un corte "extendido" sin clasificar).